# Гргоц
Гргоц (алб. Gërgoc) је насељено место у општини Ђаковица, на Косову и Метохији. Према попису становништва из 2011. у насељу је живело 324 становника.

## Становништво
Према попису из 2011. године, Гргоц има следећи етнички састав 324 становништва:
| Националност | 2011.        |
| Албанци      | 313 (96,60%) |
| Египћани     | 11 (3,40%)   |
| Укупно       | 324          |

| Демографија | Демографија | Демографија |
| Година      | Становника  | Становника  |
| ----------- | ----------- | ----------- |
| 1948.       | 279         |             |
| 1953.       | 285         |             |
| 1961.       | 262         |             |
| 1971.       | 351         |             |
| 1981.       | 447         |             |
| 1991.       | 496         |             |
| 2011.       | 324         |             |